# Стилове на учене
Стиловете на учене се отнасят до ред противоречащи си конкурентни теории, които целят обяснение на разликите в ученето на индивидите. Тези теории предполагат, че всички хора могат да бъдат класифицирани в зависимост от „стила“ им на учене, въпреки че различни теории представят различни гледни точки относно това как стиловете трябва да бъдат дефинирани и категоризирани. Общото в тях е, че индивидите се различават по начина си на учене. 

## Модел на Хъни и Мъмфорд
В модела на Питър Хъни и Алън Мъмфорд има четири стила на учене: активисти, рефлектори, теоретици и прагматици. 
Активисти
Активистите предпочитат учене посредством правене на нещата. Те обикновено имат високо ниво на енергия и нисък праг на внимание, нетърпеливи са и желаят да направят опит да решат дадения проблем максимално скоро. Сред дейностите, които са подходящи за тях, са брейнсторминг, решаване на проблеми, групови дискусии, пъзели, загадки, състезания и ролеви игри. 
Рефлектори
Рефлекторите предпочитат да имат време за възприемане на информацията и размишление върху нея, както и да разглеждат придобит опит от различни перспективи преди да вземат решение. Това води до прецизни резултати от работата. Подходящи дейности за рефлектори са дискусии по двойки, въпросници за самоанализ, въпросници за личните качества, таймаут, наблюдение, обратна връзка от други хора и наставничество. 
Теоретици
Теоретиците обикновено са много обективни и не са емоционални при ученето. Интересуват се от събирането и организирането в логическа последователност на факти и прилагането на така придобитото знание по методичен начин. Имат нужда от разбиране на теорията преди да действат, като за целта имат нужда от модели, концепции и факти. Подходящи материали за теоретиците са модели, статистики, истории, цитати, общи информации и приложни теории. 
Прагматици
Прагматиците са склонни да отхвърлят ирелевантната информация и да запазват само приложимата такава. Абстрактни концепции и игри не помагат много на прагматиците освен ако могат да видят начин да приложат идеите от тях в живота си. Прагматиците предпочитат да имат време да помислят за това как да приложат наученото в реалността, решаване на проблеми, дискусии и разглеждане на случаи. 